# Selvin Pennant
Selvin Valentín Pennant Taylor (Ciudad de Guatemala; 4 de enero de 1950) es un exfutbolista guatemalteco y uno de los goleadores más prolíficos de ese país.
Jugó para Deportes Aviación en la Primera División Chilena por tres años, y también jugó por la Selección de fútbol de Guatemala de 1969 a 1980, disputando en tres ocasiones las Clasificatorias Mundialistas y en el Torneo Olímpico 1976.

## Trayectoria
Fue un centrodelantero con juego aéreo fuerte, empezó su carrera profesional con Tipografía Nacional en 1969, donde jugó con sus dos hermanos y primos, al año siguiente es contratado por Cementos Novella, donde es máximo goleador de la temporada de la liga 1972 y 1973. Como Cementos Novella desapareció después de 1973 debido a carencias de patrocinio, se unió a Aurora FC, donde iba a sobresalir nuevamente como el máximo goleador en la temporada 1975 con 33 goles, empatando con Julio César Anderson del CSD Municipal, y llevando al equipo a su cuarto campeonato nacional (el último ganado fue en 1968).
Aurora fue en 1976 ganador de la Copa Fraternidad Centroamericana superando a algunos de los mejores equipos de América Central, incluyendo al campeón defensor Platense, gracias en buena parte al dúo de atacantes del Aurora (Pennant y René Morales) aportando cada uno en el torneo con siete goles. Estas hazañas nacionales e internacionales impulsaron al club chileno Deportes Aviación para requerir sus servicios.
El entrenador Hernán Carrasco Vivanco lo trajo a Aviación para la temporada 1977, y en su primer año allí, el delantero anotó siete goles en la Liga y dos en la Copa Chile La temporada siguiente, anotó otros siete goles, Aviación alcanzó la 8.ª posición. Su mejor temporada en el fútbol chileno fue su tercera (1979), cuando marcó diez goles en la liga - siete de los cuales llegaron en los primeros siete partidos, incluyendo un hat-trick contra Everton de Viña del Mar. A diferencia de las temporadas anteriores, la de 1979 tuvo una fase de grupo inicial para calificar a una fase de eliminación final, y Aviación, a pesar de tener el tercer mejor registro en general, quedó a un punto por debajo de la calificación, ya que terminó tercero en un grupo que incluía a Colo-Colo y Universidad de Chile.
Luego fichó por el Independiente de El Salvador. Regresó a Guatemala en 1980, otra vez jugando para Aurora, donde juega hasta 1982 porque luego se va con Municipal y se retira con Finanzas Industriales en 1983.
Después de haber hecho 87 goles para el Aurora, es la tercera mayor cifra detrás de Jorge Roldán (111) y Edgar Araiza (88), y más de 190 goles durante toda su carrera entera.

## Selección nacional
Fue llamado a la Selección de fútbol de Guatemala en 1969, apareciendo en el IV Campeonato CONCACAF. En 1971 fue un miembro del equipo nacional que intentó clasificar a las Olimpiadas 1972, sin éxito.
Cuatro años más tarde, ayudó a Guatemala a clasificar a los Juegos en Montreal 1976, en el primer partido se enfrentó a Israel, empate 0-0, en el segundo partido jugó los últimos 15 minutos en la derrota 1-4 en contra de la Francia de Michel Platini, y el último partido contra México, empate 1-1, no hizo goles en ninguno de los tres encuentros.
También jugó por clasificatorias de 1974, 1978 (en dónde pierde la Clasificación para la Copa Mundial de Fútbol en la ronda final en México, en octubre de 1977 ya habiendo emigrado a Chile), y las clasificatorias de 1982.
Su último partido por la selección fue el 26 de noviembre de 1980, anotó en la victoria 3-0 ante Costa Rica, es la última vez que Guatemala había batido a Costa Rica hasta 2011 fuera de su casa. En general, convirtió 5 goles en 12 participaciones en clasificatorias mundialistas.

### Participaciones en Juegos Olímpicos
| Torneo                   | Sede     | Resultado     |
| ------------------------ | -------- | ------------- |
| Juegos Olímpicos de 1976 | Montreal | Primera ronda |

## Clubes
| Club                    | País        | Año       |
| ----------------------- | ----------- | --------- |
| Tipografía Nacional     | Guatemala   | 1969      |
| Cementos Novella        | Guatemala   | 1970-1973 |
| Aurora                  | Guatemala   | 1973-1976 |
| Comunicaciones (cesión) | Guatemala   | 1973      |
| Deportes Aviación       | Chile       | 1977-1979 |
| Independiente           | El Salvador | 1979-1980 |
| Aurora                  | Guatemala   | 1980-1982 |
| Municipal               | Guatemala   | 1983      |
| Finanzas Industriales   | Guatemala   | 1983-1985 |

## Palmarés

### Títulos nacionales
| Título        | Equipo | País      | Año  |
| ------------- | ------ | --------- | ---- |
| Liga Nacional | Aurora | Guatemala | 1975 |

### Títulos internacionales
| Título                           | Equipo | País      | Año  |
| -------------------------------- | ------ | --------- | ---- |
| Copa Fraternidad Centroamericana | Aurora | Guatemala | 1976 |

### Distinciones individuales
| Distinción                                       | Año  |
| ------------------------------------------------ | ---- |
| Máximo goleador de la Liga Nacional de Guatemala | 1972 |
| Máximo goleador de la Liga Nacional de Guatemala | 1973 |
| Máximo goleador de la Liga Nacional de Guatemala | 1975 |